# Giovanni Gregorio
Giovanni Gregorio (Vietri sul Mare, 18 marzo 1957) è un ex calciatore italiano, di ruolo difensore.